# Закат (Коты-Воители)
«Закат» – шестая и финальная книга серии «Новое пророчество». Она завершает этот цикл. Книга была издана в декабре 2006 года, а в России вышла в 2007 году.

## История создания
Когда Виктория Холмс собралась было работать над «Закатом», она была утомлена предыдущей книгой, где погибла Пепелица, и переполнена мыслями о состоянии Листвички. Поэтому она оказалась не готова к тому накалу страстей, который требовался от последней книги цикла. Писательница очень долго сидела над сюжетной линией. Тогда Черит Болдри взяла дело в свои руки и написала первый черновик в считанные недели, так что книга была спасена.

## История публикации
«Закат» был выпущен в твердом переплете в США и Великобритании 12 декабря 2006 года. Версия в мягкой обложке была выпущена примерно через год, 25 сентября 2007 года. «Закат» также был выпущен в виде аудиокниги на компакт-диске и электронной книги. Аудиокнига была прочитана Нанетт Савард, чье выступление было высоко оценено рецензентом AudioFile, который заявил: «Нанетт Савард показывает молодость кошек, которые изо всех сил пытаются помочь своему племени выжить и защитить друг друга от внешних опасностей». Книга также была переиздана в Великобритании 29 сентября 2011 года с новой обложкой.

## Сюжет
После битвы с барсуками в лагерь Грозового племени приходят Ураган и Речушка и тут же берутся помогать с ранеными. Листвичка выбирает свое племя и расстается с Грачом. Племя узнает о смерти Пепелицы. Выясняется, что Сумрак тоже погиб в этом сражении. После битвы лед между Ежевикой и Белкой тает, они мирятся, что разбивает Угольку сердце. А Листвичке является знамение от Звёздного племени: два кота – Ежевика и Белка – идут рядом так близко, что их следы сливаются в одну цепочку. Листвичка решает, что предки одобряют выбор её сестры.
Патруль из Ежевики, Белки, Дыма и Долголапа находит на своей земле странную штуковину, оставленную Двуногими. Это ловушка для лисиц. Белка обезвреживает её, сунув в неё палку, но теперь племя должно быть осторожным, чтобы никто не попался в капкан.
Звездоцап продолжает тренировать Ежевику и Коршуна в их снах и пытается привить им жажду власти. Он подсказывает Грозовому воину подружиться с котятами Ромашки, потому что для статуса глашатая Ежевике нужно воспитать хотя бы одного оруженосца. Проснувшись, Ежевика обнаруживает, что раны, полученные во сне, появляются и наяву. Листвичка замечает это, и прежнее сомнение в верности полосатого воина оживает. Она наблюдает, как ночью он уходит к озеру и сидит там один, и засыпает в своем укрытии, а во сне получает пророчество: "Прежде чем наступит мир, кровь прольет кровь и вода в озере станет красной".
Ягодка, котёнок Ромашки, сбегает из лагеря на поиски приключений и попадает в лисью ловушку. Поисковый патруль выкапывает её из земли и освобождает Ягодку. Котёнок остается жить, но кончик хвоста, который угодил в силок, приходится откусить. Ураган с Речушкой решают покинуть Грозовое племя и уйти в Речное.
К Листвичке во сне приходит Пачкун и просит передать Мотылинке, где можно найти кошачью мяту, но Грозовая целительница, измотанная своими заботами, не выполняет его просьбу. В ночь полулуния другие целители приветствуют новую целительницу Грозового племени, а та волнуется, что не видит в рядах Звёздных воинов Пепелицу. Мотылинка на встречу не приходит.
Племя Теней решает отобрать у Грозового часть территории, но патруль во главе с Ежевикой дает отпор патрулю Теней, а вовремя подоспевшая помощь обращает завоевателей в бегство.
На Совете Пятнистая Звезда объявляет, что старейшина Криволапа умерла от зелёного кашля, и представляет племенам ученицу Мотылинки – Ивушку. Коршун заявляет, что Мотылинка хочет что-то сказать. Запинаясь, целительница рассказывает о знаке от Звёздного племени, в котором нормальному течению реки мешали два лишних камня. Коршун истолковывает его, как совет выгнать из Речного племени чужаков – Урагана с Речушкой. Однако Мотылинка выглядит неуверенной и не может подтвердить толкование брата, поэтому Пятнистая Звезда откладывает решение этого вопроса. Помимо этого, вспыхивает спор из-за территорий, и Коршун затевает драку, другие втягиваются в неё. Луна скрывается за тучей, и сражение прекращается, а вместе с ней и Совет. Листвичка хочет поговорить с Мотылинкой и случайно подслушивает её разговор с Коршуном. Оказывается, сон целительницы был выдумкой её брата, который также в свое время приложил лапу к избранию её целительницей. Кошка отказывается повиноваться ему.
Вскоре Пестролистая посылает Листвичке знамение, которое дает понять, что мотыльковое крылышко, которое когда-то увидел Пачкун и принял за знак от Звёздного племени, на самом деле подложил Коршун, чтобы сделать свою сестру целительницей и через неё обрести власть в племени.
Звездоцап пытается склонить на свою сторону и Рыжинку, но та не поддается на его речи. Кошка встречает в Сумрачном лесу Ежевику и пытается образумить его: ведь их отцу всегда нужна была только власть и битвы. Проснувшись, Ежевика узнает, что Ромашка забрала котят и ушла обратно на пастбище. Он вместе с Белохвостом идет за ней и пробует вернуть кошку. Ромашка соглашается.
Во сне к Листвичке приходит Ласточка и просит её войти в сны к Ивушке, чтобы помочь ей наладить связь с предками. Вместе они показывают ученице, где растет кошачья мята. Кроме того, Ласточка убеждает Листвичку не волноваться по поводу Коршуна.
Ежевика идет на территорию Речного племени, чтобы понаблюдать за Двуногими, и случайно видит, как Речушка в погоне за дичью пересекает границу с племенем Теней. Коршун докладывает об этом Пятнистой Звезде, а затем провоцирует Урагана на драку. Предводительница изгоняет Урагана и Речушку из племени. Ежевика подкарауливает изгнанников и предлагает им приют в Грозовом племени. Огнезвёзд соглашается. Племя недовольно его решением, но предводитель не собирается его менять.
Ежевика убеждает Огнезвёзда, что племя чувствует себя слабым из-за отсутствия глашатая, и предводитель, наконец, признает смерть Крутобока и объявляет бдение по нему. Листвичке приходит знак от Звёздного племени – Грозовой лагерь, обнесенный со всех сторон стеной из ежевики, у которой вместо шипов – кошачьи когти. Кошка понимает, что в когтях Ежевики племя будет в безопасности, и сообщает об этом Огнезвёзду. Предводитель назначает полосатого воина глашатаем, пообещав дать ему в оруженосцы Ягодку, когда придет время.
У Лунного Озера Листвичка встречается с Пестролистой, и та показывает ей Пепелицу, чья душа теперь переродилась в теле Пепелинки, дочери Медуницы. Проснувшись, Листвичка признается Мотылинке, что все знает о ней и Коршуне. Мотылинка благодарит подругу за поддержку.
Ежевика встречается с Коршуном на Грозовой территории на берегу озера, и вдруг братья слышат чей-то крик. Они идут на звук и находят Огнезвёзда, попавшего в лисью ловушку. Коршун подговаривает Ежевику убить рыжего кота, но тот понимает, что предан племени и предводителю, и начинает выкапывать палку, к которой крепится силок. Коршун бросается на брата, завязывается драка, в ходе которой Ежевика втыкает в горло Речному воину палку от силка. Коршун умирает. Прибегает Листвичка и понимает суть пророчества: брат убил брата – кровь пролила кровь, и кровь Коршуна окрасила воду озера в красный цвет.

## Отзывы
«Закату» удалось вывести серию «Коты-Воители» на вторую позицию в списке бестселлеров New York Times в разделе детских серий книг. Книга также получила похвалу от рецензентов Barnes & Noble, которые заявили, что книга вызывает «привыкание». Рецензент Children's Literature сравнил роман с мыльной оперой, где конфликт идёт за конфликтом. Эти конфликты, как отметил рецензент, придали роману глубину. В заключение рецензент сказал, что, хотя «Закат» написан не очень хорошо и его трудно понять без знания предыдущих книг, он все же интересен. Второй обзор, также изданный Children's Literature, назвал сюжет вялым, имея ввиду, что у него «стабильный темп», но он может «больше расстраивать, чем удовлетворять» читателей. Booklist похвалил книгу, написав: «Как и ожидают поклонники серии, действие здесь оказывается столь же убедительным, как и отношения между кошками и племенами».

## Персонажи
Главные:
- Ежевика – воин Грозового племени;
- Листвичка – целительница Грозового племени;
- Коршун – воин Речного племени, сводный брат Ежевики;
- Белка – воительница Грозового племени, сестра Листвички.

Второстепенные:
- Однозвёзд – предводитель Племени Ветра;
- Огнезвёзд – предводитель Грозового племени;
- Песчаная Буря – воительница Грозового племени;
- Грач – воин племени Ветра.